# Bassife
Bassife (ou Bassifeu, Nsife, N'sifoeu) est un village du Cameroun, appartenant à la commune de Bangangté, dans le département du Ndé et la Région de l'Ouest.

## Population
Lors du recensement de 2005, la population de Bassife était de 121 personnes.